# Anticorpi anti-SS-A
Gli anticorpi anti-SS-A, anche chiamati anti-Ro o, in combinazione, anti-SS-A/Ro, sono autoanticorpi diretti verso antigeni nucleari estraibili associati a numerose malattie autoimmuni, quali il lupus eritematoso sistemico, la cirrosi biliare primitiva e la sindrome di Sjögren.
La presenza di questi anticorpi nelle donne in gravidanza è associata a un maggior rischio di sviluppare lupus neonatale nel bambino.